# کوستیاکی
کوستیاکی (به لاتین: Kostyaki) یک منطقهٔ مسکونی در روسیه است که در سرزمین آلتای واقع شده‌است.